# لغز

اللغز سُؤالٌ غامضٌ عادةً ما تصعُبُ الإجابةُ عليه، يحتاجُ حلُّه إلى ذكاءٍ حادّ، وتفكير عميق ممّن يُطرح عليه اللُّغز . وفي اللغة، لَغَزَ اليربوع حجرته وألغزها: حفرها ملتوية مشكلةً على داخلها، ولغز في حفره وألغزه، وحفرة اليربوع ذات ألغاز، الواحد: لغزٌ ولغز.
ومن المجاز، ألغز كلامه: عمّاه ولم يبينه، وألغز في كلامه ولغّز، وجاء بالألغاز في شعره وباللّغز. ولغّز في يمينه: دلّس فيها على المحلوف له. «ونُهيَ عن اللغيزي في اليمين واللّغيزي». والزم الجادّة وإياك والغاز: الطرق الملتوية. ورأيته يلامزه ويلاغزه.

## لغز وفزورة
كثيرا ما يتردد على اسماعنا كلمة لغز وحزورة (أحجية) فما هو اللغز وما هي الحزورة. وللتمييز بين اللغز والحزورة فاننا وضعنا شرطا للحزورة وهي كل ما احتاج حله إلى معلومة وان كانت بسيطة فمثلا الحزورة - ما هو الشيء الذي له أجنحة ولا يطير بها -. يكون الجواب (مروحة) حيث أننا هنا احتجنا إلى معلومة وهي (المروحة) وبفقدان هذه المعلومة البسيطة لا يمكننا حل هذه الحزورة.
أما اللغز فلا نحتاج لحله إلى أية معلومات. فقط المبادئ الرياضية البسيطة (الأرقام والأعداد والعمليات الحسابية الأربع والجذور).
وإذا احتجنا إلى رياضيات عالية لحله فهو (مسألة رياضية) وليست لغزا.
ويشترط في اللغز أن لا تكون مجرد مسألة رياضية بل يكون نوعا من المسائل التي لا يمكن للرياضيات حلها أو تحل بتفكير رياضي خارج الطرق المالوفة فمثلا لغز المربعات السحرية التي تكون بأبعاد معينة والمطلوب ملأها بالأرقام والأعداد للحصول على مجموع معين في كل صف أو عمود. فمثل هذه الألغاز لا يمكن حلها باستعمال الطرق الرياضية المعروفة بل تحل بتفكير رياضي سليم وإن احتجنا إلى بعض الرياضيات البسيطة في حله.
ونوع آخر من الألغاز لا تندرج تحت اسم (حزورة) وتحتاج إلى معلومات عامة لحله تسمى (ألغاز فكرية) كالألغاز البوليسية مثلا حيث يحتاج طالب الحل إلى قدر كبير من المعلومات يجمعها المحقق ويجب أن يكون لديه معلومات كاملة عن مكان الجريمة والمجني عليه وغيرها.

## أقسام الألغاز
اذن فإن الألغاز تنقسم بصورة عامة إلى :
1. حزورات: تحتاج إلى معلومات عامة بسيطة لا تتجاوز في كونها أحد مفردات الحياة اليومية.وتنقسم إلى (حزورات - ألغاز شعرية - ألغاز طريفة)
2. ألغاز رياضية: ما لا نحتاج لحله إلى أية معلومات ولا نحتاج إلى رياضيات عالية فقط المبادئ الأساسية للرياضيات (الأرقام والأعداد والعمليات الحسابية الأربعة). وتندرج تحت هذا القسم الألعاب الرياضية أيضا.وتنقسم إلى الفروع الآتية:
  - الألغاز الميكانيكية
  - الألغاز المنطقية
  - الألغاز اليابانية
  - الألغاز الهندسية
  - ألغاز الكلمات
  - ألعاب الذكاء
  - ألغاز قوة الملاحظة
  - خداع البصر
  - ألعاب سحرية
3. مسائل رياضية: ما نحتاج لحله إلى تطبيقات رياضية ورياضيات عالية كالجبر (المعادلات والتفاضل والتكامل والمثلثات وغيرها)
4. ألغاز فكرية: ما نحتاج لحله إلى معلومات عامة غير مفردات الحياة اليومية كالألغاز البوليسية التي نحتاج لحله إلى معلومات عامة كثيرة كالمكان والأشخاص ومعلومات جغرافية وقانونية وغيرها الكثير التي يجمعها الباحث عن الحل وصولا إلى الجاني الحقيقي.
5. معلومات عامة: ليست لغزا ولا حزورة بل معلومة حقيقة في أي مجال من مجالات الحياة اليومية. مثال على ذلك : مخترع الهاتف هو غراهام بيل.
6. ألغاز علمية: كل ظاهرة علمية لا يتوفر تفسير علمي لها، مثل لغز مثلث برمودا.
7. ألغاز المجهول: مثل أشخاص مجهولون. لا يمكن اعتبارها نوعا من الألغاز.

## طالع كذلك
- ألغاز ميكانيكية.
- سودوكو.
- لغز الأهرام.
- لغز الغرفة المغلقة.
- لغز لعنة الفراعنة.
- لغز الموت (كتاب).
- لغز الإسكندرية (رواية).
- لغز سيتافورد (رواية).
- لغز العظام (رواية).
- لغز آينشتاين.
- لغز الجسر والفانوس.
- لغز المساجين والقبعات.
- لغز القبعات البيضاء والسوداء.

## وصلات خارجية
- كنز الذكاء.
- لغز الموت.
- لغز الحياة.
- لغز سيتافورد.
- لغز الكاريبي.
- لغز.